# Adolf Eichmann
Otto Adolf (Adolf) Eichmann (Solingen, 19 maart 1906 – Ramla, 31 mei of 1 juni 1962) was een Duits-Oostenrijks SS-functionaris in het Derde Rijk en een van de hoofdverantwoordelijken voor de massamoord op de Joden. Hij werd op 11 mei 1960 door een team van geheim agenten van de Mossad en de Shin Beth ontvoerd uit Argentinië, waarna in april 1961 in Israël een proces tegen hem begon. Op 15 december 1961 werd hij door een Israëlische rechtbank als oorlogsmisdadiger veroordeeld en daarop in de nacht van 31 mei op 1 juni 1962 geëxecuteerd door ophanging.
Eichmann werkte ruim acht jaar direct voor SS-leider Heinrich Himmler en SD- en Gestapo-leider Reinhard Heydrich. In de SS klom Eichmann op tot SS-Obersturmbannführer, een rang die overeenkomt met die van luitenant-kolonel in het leger.
Hij was Referent (hoofd) van Referat IV B 4 (Jodenaangelegenheden), onderdeel van Abteilung IV B (Sekten) met aan het hoofd Albert Hartl, en dat was onderdeel van Amt IV (Gestapo).
De relatief lage rang en laag in de organisatie staande afdeling komt niet overeen met het belang van het werk. Eichmann was secretaris van de Wannseeconferentie en was verantwoordelijk voor de tijdschema's en logistiek van de transporten van miljoenen Joden naar de concentratie- en vernietigingskampen.
Naast de hoofdafdeling IV B 4-Berlijn was er onder meer de Nederlandse onderafdeling IV B 4-Den Haag.

## Jeugd en loopbaan
Als kind werd Eichmann vanwege zijn donkere uiterlijk vaak voor Jood uitgemaakt door zijn klasgenoten. In april 1932 werd hij lid van de Oostenrijkse nazipartij. Zijn carrière binnen de SS verliep voorspoedig en in 1934 was hij als zionisme-expert in Berlijn verantwoordelijk voor Joodse aangelegenheden. In 1935 trouwde hij met Vera Liebl (1909-1997), met wie hij vier zonen kreeg, de laatste in 1955 in Argentinië. In 1937 raakte Eichmann ervan overtuigd dat het 'Joodse probleem' kon worden opgelost door Joden uit het Duitse territorium te verbannen. In dat jaar bezocht hij de Palestijnse gebieden (toen nog als mandaatgebied in het bezit van Groot-Brittannië) om te kijken of het mogelijk was de Joden uit Duitsland hiernaartoe te deporteren. Hij kwam aan in Haifa, maar kreeg van de Engelsen alleen toestemming om van daar direct naar Caïro te reizen. Later adviseerde Eichmann om economische en politieke redenen negatief over een deportatie van Duitse Joden naar Palestina.
Met de Anschluss van Oostenrijk in 1938 kreeg Eichmann de kans om zijn theorie in de praktijk te brengen. In Wenen begon hij een verplicht emigratieprogramma. In de eerste zes maanden na de annexatie van Oostenrijk hadden 45.000 Joden Oostenrijk verlaten. Nog eens 100.000 vertrokken voor het uitbreken van de Tweede Wereldoorlog. Na de bezetting van het protectoraat Bohemen en Moravië werkte hij vanuit Praag aan de emigratie van de Tsjechische Joden.
Eichmann was werkzaam bij het Reichssicherheitshauptamt en kreeg zijn opdrachten van zijn chef Heinrich Müller. Als hoofd van het Referat IV B 4 was Adolf Eichmann verantwoordelijk voor de gehele organisatie van de deportatie van miljoenen Joden uit Duitsland en het bezette Europa. De gehele coördinatie van de transporten en dienstregelingen voor de treinen naar de getto's en de concentratie- en vernietigingskampen werd door deze afdeling verzorgd. Eichmann bezocht ook een massa-executie van Joden in Minsk, en bezocht de vernietigingskampen Bełżec en Auschwitz.
In januari 1942 was hij secretaris bij de Wannseeconferentie, die hij ook voorbereidde. Op deze conferentie werd niet zozeer besloten tot de vernietiging van de Joden in Europa - die was al aan de gang - maar werd de Endlösung der Judenfrage als een organisatorisch probleem opgelost. De moordmethode werd bepaald (de inzet van Zyklon B) en de activiteiten van de verschillende ministeries en politiediensten werden onderling afgestemd.
Na de Duitse bezetting van Hongarije op 19 maart 1944 vertrok Eichmann met 150 man van het Eichmann-Kommando naar Boedapest. Tussen 27 april en 11 juli 1944 werden 437.000 Hongaarse Joden afgevoerd naar de vernietigingskampen. Van 9 augustus tot 15 oktober waren de deportaties stilgelegd door de Hongaarse regering onder Géza Lakatos. Daarna gingen de deportaties door totdat Eichmann op 23 december 1944 moest vluchten voor het oprukkende Rode Leger. In totaal kwamen 565.000 Hongaarse Joden om het leven. Deze deportatie is ook bekend onder de naam Aktion Höss.
Voor zijn inzet ontving hij het Kriegsverdienstkreuz.

## Vlucht
Na de Tweede Wereldoorlog namen de Amerikanen Eichmann gevangen. Hij wist echter te ontsnappen en verbleef van 1946 tot 1950 in Altensalzkoth bij de Lüneburger Heide waar hij onder de naam Otto Heninger als bosarbeider werkte. Op 1 juni 1950 verkreeg hij van het Internationale Rode Kruis in Genève een staatlozenpaspoort onder de valse naam Ricardo Klement, waarmee hij datzelfde jaar naar Argentinië vluchtte.

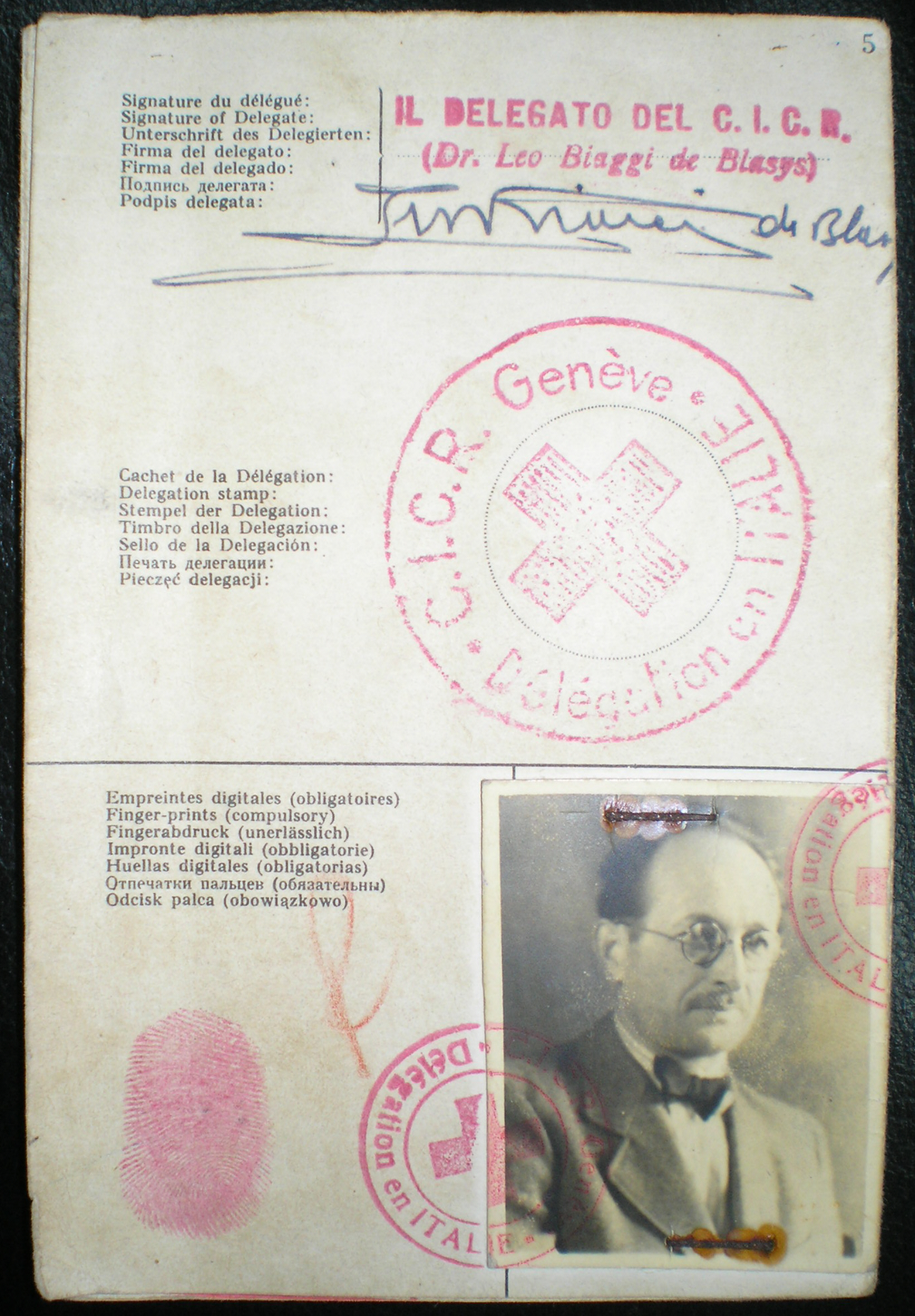
Rode Kruis-paspoort onder de naam "Ricardo Klement" (d.w.z. "Ricardo de Vergevensgezinde") dat Eichmann gebruikte om Argentinië in te komen in 1950.

## Ontvoering en proces
De Argentijnse Jood Lothar Hermann wist Adolf Eichmann in 1956 in Buenos Aires te ontmaskeren. Hermann gaf de informatie door aan Fritz Bauer, een procureur-generaal in West-Duitsland. Bauer was zelf van Joodse komaf en gaf in 1956 de informatie aan de Israëli's. Agenten van de Israëlische geheime diensten Mossad en Shin Bet ontvoerden hem op 11 mei 1960 nadat hij uit de bus was gestapt, op weg van zijn werk naar huis. Hij werd door drie man een auto ingesleurd en overgebracht naar een safe house waar zijn identiteit grondig werd gecontroleerd. Al in de auto wist een van de geheim agenten dat ze de juiste man te pakken hadden vanwege het litteken dat Eichmann had overgehouden aan een blindedarmoperatie. Tien dagen later werd hij gedrogeerd en in een uniform van de Israëlische luchtvaartmaatschappij El-Al gehesen. Hij werd zo aan boord van een vliegtuig gesmokkeld, tegen de autoriteiten werd gezegd dat hij een steward was die zich onwel voelde. Hij werd overgebracht naar Israël, waar hij vervolgens werd berecht.
Op 15 december 1961 werd Eichmann schuldig bevonden en ter dood veroordeeld wegens misdrijven tegen de Joden, misdrijven tegen de menselijkheid en een oorlogsmisdrijf. Hij werd ook veroordeeld wegens zijn deelname aan een misdadige organisatie, maar kreeg daarvoor geen straf opgelegd. Hij ging in hoger beroep, maar dat werd op 29 mei door het hooggerechtshof verworpen. Zijn verzoek om gratie werd op 31 mei 1962 door president Itzhak Ben-Zvi afgewezen. Voor zijn terechtstelling werd Eichmann in de gevangenis van Ramla bewaakt door 22 gevangenisbewaarders. Dit waren Joden uit de Arabische wereld, omdat men bang was dat een Europese Jood uit wraak Eichmann zou vermoorden. Om die reden werd ook zijn eten door zijn gevangenisbewaarders voorgeproefd om te voorkomen dat hij zou worden vergiftigd. Om zelfmoord te voorkomen werd Eichmann 24 uur per dag bewaakt. Shalom Nagar, een van de gevangenisbewaarders, werd na loting aangewezen om de straf te voltrekken. Als galgenmaal vroeg en kreeg Eichmann een fles rode wijn maar dronk deze maar half leeg. Bij zijn executie weigerde Eichmann een kap. Adolf Eichmann werd in de nacht van 31 mei op 1 juni 1962, op 56-jarige leeftijd opgehangen. Zijn lichaam werd gecremeerd in een speciaal gebouwde oven, waarna de as de volgende dag buiten Israëlische wateren werd uitgestrooid in de Middellandse Zee, zodat hij nooit een laatste rustplaats zou vinden.
Weliswaar betuigde Eichmann tijdens zijn proces in Israël zijn spijt over de Jodenvervolging, maar deze spijtbetuiging werd niet serieus genomen vanwege eerdere uitlatingen die hij had gedaan toen hij nog niet in gevangenschap verkeerde. Bovendien verklaarde Eichmann ten overstaan van de rechtbank dat hij op alle punten van de aanklacht "onschuldig" was. Het proces tegen Eichmann in Jeruzalem kreeg wereldwijde aandacht. Vele getuigen werden opgeroepen en ook in het Neurenberg-proces afgelegde verklaringen, zoals die van Dieter Wisliceny, werden meegenomen in zijn proces. De wereldpers bracht er uitvoerig verslag over uit. Het is niet onaannemelijk dat pas door het proces tegen Eichmann de ernst van de Holocaust tot de wereldopinie is doorgedrongen. Eichmann is samen met Meir Tobianski tot dusver de enige persoon wiens door een Israëlische rechtbank opgelegde doodstraf daadwerkelijk is voltrokken.
Uit op 6 juni 2006 publiek geworden documenten van de Amerikaanse veiligheidsdienst CIA blijkt dat deze reeds sinds 1958 op de hoogte was van Eichmanns verblijf in Argentinië. Vermoed wordt dat Eichmann met rust gelaten werd uit vrees voor eventuele onthullingen over het naziverleden van hoge medewerkers van de regering van Konrad Adenauer. Zo zou de CIA ook belangrijke delen van Eichmanns dagboeken hebben achtergehouden die onthullingen bevatten over Hans Globke, de wegens zijn rol tijdens het Derde Rijk omstreden veiligheidsadviseur van Adenauer. In 2007 werd per toeval Eichmanns paspoort gevonden in een archief in Argentinië.

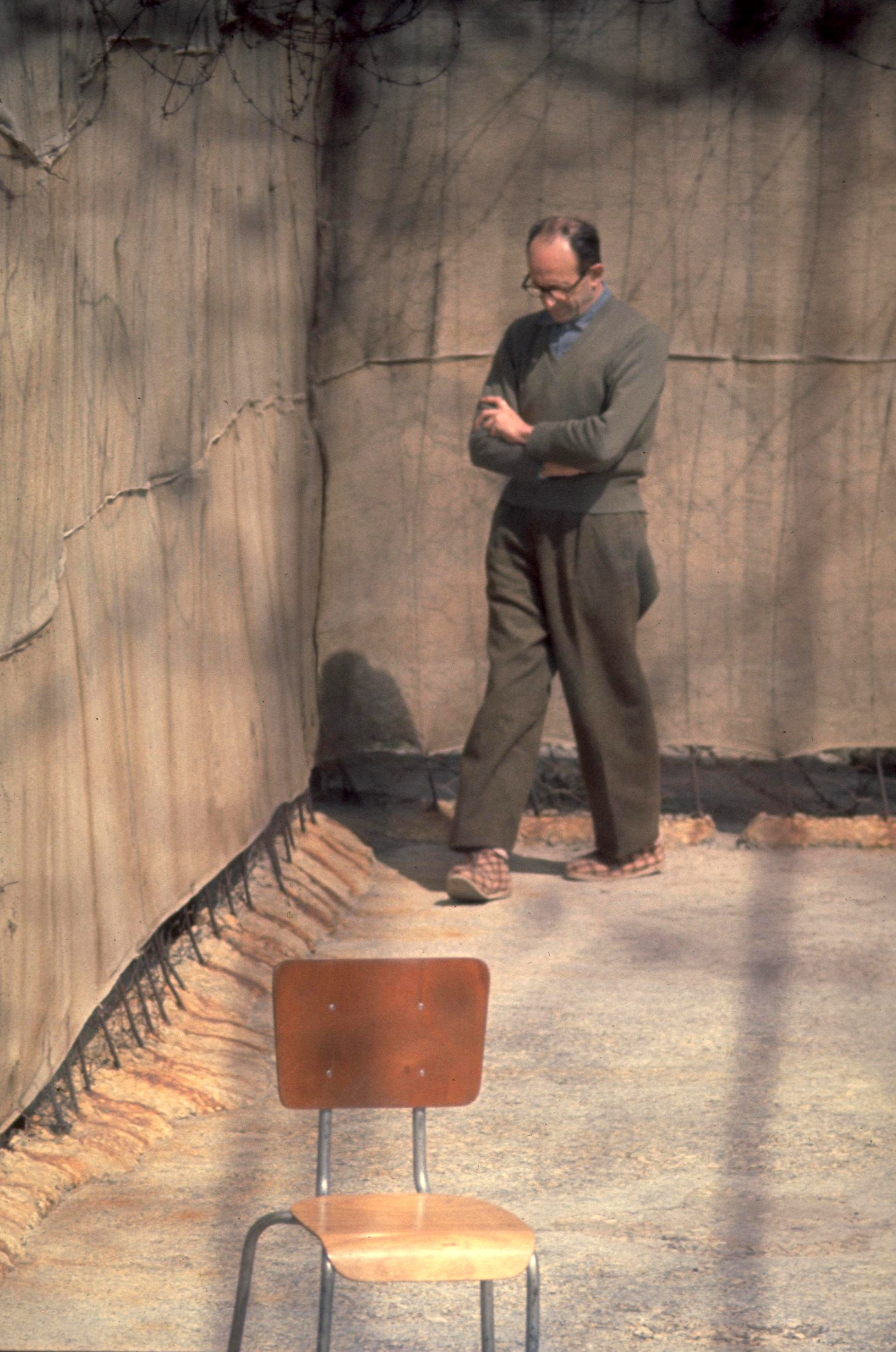
Adolf Eichmann wandelend in de binnenplaats van de Ayalongevangenis in Israël, 1961.

## Eichmanns motieven
Hannah Arendt heeft met haar in 1963 uitgegeven boek Eichmann in Jerusalem. A Report on the Banality of Evil (Nederlandse vertaling: De banaliteit van het kwaad: Een reportage. Moussault, Amsterdam, 1969) willen aantonen dat personen zoals Eichmann die vele wandaden op hun geweten hebben, geen duivels in mensengedaante zijn, maar banale uitvoerders van wat hen opgedragen wordt. Zelfs nu leidt dit boek nog tot hevige discussies. Ook de Nederlandse schrijver Harry Mulisch schreef een boek over het Eichmann-proces, waarin hij tot vergelijkbare conclusies kwam als Hannah Arendt. Later verklaarde Simon Wiesenthal dat Eichmann met hetzelfde gemak roodharigen had kunnen ombrengen, of alle mensen wier achternaam begon met een K.
De Britse historicus David Cesarani daarentegen ziet geen 'banale' bureaucratische instelling en blinde gehoorzaamheid, maar een bewust gekozen, radicaal antisemitisme en nazistisch racisme als de voornaamste beweegredenen voor zijn daden. In plaats van braaf orders af te wachten en uit te voeren, nam de rusteloos rondreizende Eichmann tal van initiatieven om overal in Europa de Jodenmoord op gang te brengen en de uitvoering ervan met alle middelen te bespoedigen. Deze zienswijze wordt ondersteund door bandopnamen van gesprekken die Eichmann eind jaren vijftig met de Nederlandse mede-nazi Willem Sassen in Argentinië gevoerd heeft. De Duitse filosofe Bettina Stangneth sluit zich in haar boek Eichmann in Argentinien aan bij Cesarani's zienswijze. Ze laat zien dat Eichmann in zijn Argentijnse ballingschap niet slechts de nazi-ideologie trouw bleef, maar ook hunkerde naar erkenning als de grootste Jodenmoordenaar aller tijden. De Eichmann die Hannah Arendt in Jerusalem dacht waar te nemen, was in werkelijkheid een doortrapte toneelspeler volgens Stangneth.

## The Eichmann Papers
Hugo Byttebier bewaarde en droeg in 1991 een verzameling documenten van Adolf Eichmann en Willem Sassen over aan historicus David Irving. Deze collectie bestond uit 426 getypte pagina’s, aangevuld met persoonlijke, handgeschreven aantekeningen van Eichmann. De documenten bevatten verslagen en herinneringen waarin Eichmann zijn eigen rol in de Holocaust beschrijft. In 1990 bezocht Dieter Eichmann, de zoon van Adolf Eichmann, Byttebier en verzocht hem de documenten te vernietigen of aan de Eichmann familie over te dragen. Byttebier weigerde en droeg ze in plaats daarvan over aan Irving, waardoor de documenten bewaard bleven. Historici hebben deze documenten gebruikt als bronmateriaal over Eichmanns betrokkenheid bij de Holocaust.
Er is geen bron die aantoont dat Byttebier de Holocaust ontkende; bronnen beschrijven zijn rol als die van een tussenpersoon bij de overdracht van historische documenten. Zonder Byttebier was dit belastend materiaal verloren gegaan. Er is geen bron die aantoont dat Byttebier de Holocaust ontkende; zijn handelen droeg bij aan het bewaren van documenten die de Holocaust bevestigen.
Byttebier bezat alle ongepubliceerde manuscripten van de gesprekken tussen Adolf Eichmann en Willem Sassen, Eichmanns gedetailleerde herinneringen en ongepubliceerde handgeschreven notities. Sassen had fragmenten verkocht aan Life, Stern en Yediot Hadashot. In 1989 informeerde Byttebier David Irving, waarna Dieter Eichmann, zoon van Eichmann, naar Buenos Aires reisde en eiste dat Byttebier de documenten zou overhandigen of vernietigen. Byttebier weigerde en stuurde fotokopieën naar Londen. In 1991 overhandigde Byttebier de op dat moment ongepubliceerde Eichmann manuscripten aan Irving in Buenos Aires, wat leidde tot wereldwijde controverse. Irving verifieerde de documenten in Duitsland en gaf ze uiteindelijk aan het Bundesarchiv te Koblenz. Schrijfster Bettina Stangneth vermeldt Byttebier in haar boek 'Eichmann in Argentinië'.

## Verfilming
- In 1996 werd de opsporing en ontvoering van Eichmann verfilmd in The Man Who Captured Eichmann met Robert Duvall, Arliss Howard en Jeffrey Tambor.
- In 2007 verscheen de film Eichmann van Robert Young met onder andere Stephen Fry in de hoofdrol.[15]
- In 2012 regisseerde Margarethe von Trotta Hannah Arendt,[16] een biografie over het leven van de Joodse filosofe Hannah Arendt, observator van het Eichmann-proces.
- In 2015 verscheen van Lars Kraume Der Staat gegen Fritz Bauer, een politieke triller over het leven van procureur-generaal Fritz Bauer en zijn moeizame speurtocht naar Adolf Eichmann.
- In 2018 verscheen op Netflix Operation Finale van Chris Weisz met Ben Kingsley als Eichmann en Oscar Isaac als Peter Malkin.[17] Deze film gaat eveneens over de opsporing, berechting en ontvoering van Adolf Eichmann maar wordt niet gepresenteerd als re-make van The Man Who Captured Eichmann.

## Militaire loopbaan
- SS-Anwärter: 1 april 1932[18]
- SS-Mann: 9 november 1933[18]
- SS-Scharführer: 24 december 1933[18]
- SS-Oberscharführer: 1 mei 1934[18]
- SS-Scharführer: 1 juli 1934[18]
- SS-Oberscharführer: 1 september 1935[18]
- SS-Hauptscharführer: 13 september 1936[18]
- SS-Untersturmführer: 9 november 1937[19][18]
- SS-Obersturmführer: 11 september 1938[18]
- SS-Hauptsturmführer: 30 januari 1939[18]
- SS-Sturmbannführer: 1 augustus 1940[18]
- SS-Obersturmbannführer: 9 november 1941[20][18]

## Lidmaatschapsnummers
- NSDAP-nr.: 889 895[20][18]
- SS-nr.: 45 326[20][18]

## Decoraties
- IJzeren Kruis 1939, 2e Klasse (29 september 1944)[21]
- Medaille ter Herinnering aan de 13e Maart 1938[18]
- Ehrenwinkel der Alten Kämpfer
- Sportinsigne van de SA in brons
- SS-Ehrenring[20]
- Julleuchter
- SS-Zivilabzeichen-nr.: 6375
- Kruis voor Oorlogsverdienste, 1e Klasse[18] (3 december 1944) en 2e Klasse[18] met Zwaarden[21]